# Musa bakeri
Musa bakeri är en enhjärtbladig växtart som beskrevs av Joseph Dalton Hooker. Musa bakeri ingår i släktet bananer, och familjen bananväxter.
Artens utbredningsområde är Vietnam. Inga underarter finns listade i Catalogue of Life.